# لئونارد راسیتر
لئونارد راسیتر (انگلیسی: Leonard Rossiter؛ ۲۱ اکتبر ۱۹۲۶ – ۵ اکتبر ۱۹۸۴) هنرپیشه اهل بریتانیا بود. از فیلم‌هایی که وی در آن نقش داشته است می‌توان به ۲۰۰۱: سفری به فضا، الیور!، بری لیندون، پلنگ صورتی دوباره ضربه می‌زند، سفر نفرین‌شده و ردپای پلنگ صورتی اشاره کرد.